# 乌尔萨马
乌尔萨马（西班牙語：Ulzama）是西班牙纳瓦拉的一个市镇。总面积97平方公里，总人口1587人（2001年），人口密度16人/平方公里。